# Joan av Acre
Joan av Acre, född i maj 1271, död 7 april 1307, var en engelsk prinsessa, dotter till kung Edvard I av England och hans första hustru, Eleanora av Kastilien (1241-1290).  

## Biografi
Joan fick sitt namn efter sin födelseplats, Akko (Acre) i Palestina. Det skiljer henne från en tidigare flicka vid namn Joan som paret fick, som dog under spädbarnsåren, Joan av Acre föddes då föräldrarna reste i mellanöstern under Nionde korståget. Hon tillbringade delar av sin barndom hos sin mormor, Jeanne de Dammartin, grevinna av Ponthieu. Hon trolovades som barn med Hartman, son till kung  Rudolf I av Tyskland, men han drunknade 1282 i Rhine.
1290 gifte hon sig med Gilbert de Clare, 7:e earl av Hertford i  Westminster Abbey. Han var nästan trettio år äldre än hon, De fick fyra barn:  
1. Gilbert de Clare, 8:e earl av Hertford
2. Eleanor de Clare
3. Margaret de Clare
4. Elizabeth de Clare

Efter makens död 1295 gifte Joan 1297 i hemlighet om sig med Ralph de Monthermer, 1:e baron Monthermer, en riddare i hennes hushåll. Hennes far, kung Edvard I blev ursinnig över detta låga andra äktenskap, särskilt som han höll på att arrangera ett äktenskap för henne med en italiensk adelsman. Han lät kasta Monthermer i fängelse och Joan fick be för sin makes frigivning. Enligt St. Albans krönikeskrivare sade hon till fadern "Ingen ser något fel i om en stor earl gifte sig med en fattig och lågättad kvinna. Varför skulle det vara något fel om en grevinna gifter sig med en ung och lovande man?" Till slut gav fadern med sig och frigav Monthermer i augusti 1297, och gav tillåtelse att använda titeln earl av Gloucester och Hereford under Joans livstid. Monthermer och Joan fick fyra barn. 
1. Mary de Monthermer, född oktober 1297. 1306 arrangerade hennes morfar kung Edvard I, att hon skulle gifta sig med Duncan Macduff, 8:e earl av Fife.
2. Joan de Monthermer, född 1299, blev nunna vid Amesbury.
3. Thomas de Monthermer, 2:e baron Monthermer, född 1301.
4. Edward de Monthermer, född 1304, död 1339. Han stred under det skotska fälttåget 1335, men tillbringade en stor del av sitt liv i halvsystern Elizabeths tjänst, som tog hand om honom under hans sista sjukdom och begravde honom bredvid modern.

Joan avled i barnsäng 1307 på familjegodset i Suffolk, och begravdes i den augustinska klostret där. Barnet var dödfött. Mirakel påstås ske vid hennes grav, särskilt botande av tandvärk, ryggont och feber.